# Whatcha Say
«Whatcha Say» (español: «Qué dices») es el sencillo debut del cantante estadounidense Jason Derülo, de su álbum debut Jason Derülo. La canción fue producida por Jonathan Rotem y por el productor alemán Fuego. El sencillo incluye el sample de la canción «Hide and Seek», de Imogen Heap. «Whatcha Say» encabezó la lista Billboard Hot 100 en Estados Unidos, y en Nueva Zelanda.
Fue certificada como doble platino en Estados Unidos, por la Recording Industry Association of America (RIAA), por haber vendido más de dos millones de copias. También ha sido certificado como platino en Nueva Zelanda, por la Recording Industry Association of New Zealand (RIANZ).

## Promoción
La canción fue interpretada en vivo en diversos lugares, como el Día de Gracias en Filadelfia. La canción también fue presentada en la serie adolescente popular Gossip Girl, en el episodio «El tesoro de la Serena Madre», que se estrenó el 30 de noviembre de 2009. También fue presenciada en el capítulo «El ser amado» de la serie estadounidense The OC.

## Video musical
El video musical fue lanzado como un vídeo gratuito de la semana en iTunes el 27 de octubre de 2009. En el video musical, Derülo se acaricia en el sofá dentro de una casa con una mujer, en algunas escenas, el sol penetra por las ventanas, iluminándolo, y más tarde en el vídeo, está fuera de la casa, en la puerta, esperando con impaciencia a que la mujer le abra.
El video musical se estrenó el lunes 16 de noviembre en la MTV. Un vídeo musical también fue lanzado para la versión acústica, con J.R. Rotem tocando el piano.

## Rendimiento en las listas
En Estados Unidos, «Whatcha Say» debutó en la lista Billboard Hot 100, en la semana del 29 de agosto de 2009, en la posición número cincuenta y cuatro. A la semana siguiente, logró llegar hasta la posición veinticuatro. En su cuarta semana, la canción logró entrar dentro de la lista de las diez más populares, posicionándose en el número nueve. Finalmente, alcanzó en número uno en su semana número doce, manteniéndolo por solo una semana consecutiva. La canción también encabezó la lista Pop Songs. «Whatcha Say» vendió más de dos millones de copias en Estados Unidos, por lo que fue certificada como doble platino por la Recording Industry Association of America (RIAA).
En Nueva Zelanda, la canción entró en la semana del 26 de octubre de 2009, en la posición treinta y nueve. A la semana siguiente, logró ganar posiciones, hasta llegar al número cuatro. Finalmente, en su cuarta semana en la lista, alcanzó el número uno manteniéndolo por tres semanas consecutivas. Fue certificado como platino por la Recording Industry Association of New Zealand (RIANZ).
En Canadá, la canción debutó en la posición cincuenta y tres, en la lista Canadian Hot 100. A la semana siguiente, alcanzó la posición treinta y dos. En su cuarta semana, logró su mayor posición en la lista, el número tres, manteniéndolo solo una semana. En Reino Unido, la canción debutó en la lista UK Singles Chart en la posición número tres, siendo esta la máxima posición, y manteniéndola por dos semanas consecutivas.

## Versiones y remixes
El EP Whatcha Say fue lanzado el 23 de octubre de 2009. Cuenta con varios remixes de la canción junto con la versión original y acústica.
- The Whatcha Say EP[2]

1. «Whatcha Say» (original version) – 3:42
2. «Whatcha Say» (acoustic version) – 3:42
3. «Whatcha Say» (Wawa radio edit) – 3:24
4. «Whatcha Say» (Klubjumpers radio edit) – 4:02
5. «Whatcha Say» (Johnny Vicious Club Mix) – 7:32
6. «Whatcha Say» (Wawa Extended Remix) – 5:36
7. «Whatcha Say» (Klubjumpers Extended Remix) – 5:39
8. «Whatcha Say» (Bill Hamel Remix) – 6:13

## Listas musicales de canciones
| Lista(2009)                      | Mejor Posición |
| -------------------------------- | -------------- |
| Australian Singles Chart         | 5              |
| Austrian Singles Chart           | 9              |
| Belgium Singles Chart (Flanders) | 25             |
| Brasil Hot 100                   | 25             |
| Canadian Hot 100                 | 3              |
| Chile Top 100                    | 98             |
| Danish Singles Chart             | 7              |
| Dutch Top 40                     | 12             |
| European Hot 100 Singles         | 12             |
| Finnish Singles Chart            | 13             |
| French Digital Singles Chart     | 12             |
| German Singles Chart             | 7              |
| Irish Singles Chart              | 5              |
| New Zealand Singles Chart        | 1              |
| Norwegian Singles Chart          | 7              |
| Swedish Singles Chart            | 4              |
| Swiss Singles Chart              | 5              |
| UK Singles Chart                 | 3              |
| UK R&B Singles Chart             | 1              |
| U.S. Billboard Hot 100           | 1              |
| U.S. Billboard Pop Songs         | 1              |

| País           | Certificación | Ventas     |
| -------------- | ------------- | ---------- |
| Nueva Zelanda  | Platino       | 15,000+    |
| Estados Unidos | 2× Platino    | 2,000,000+ |

### Predecesor y sucesor
| Predecesor: "Tik Tok" de Ke$ha                                 | New Zealand Singles Chart - Sencillo N° 1 16 de noviembre de 2009                                | Sucesor: "Black Box" de Stan Walker    |
| Predecesor: "You Are Not Alone" de The X Factor Finalists 2009 | UK Download Chart - Sencillo N° 1 29 de noviembre de 2009 - 5 de diciembre de 2009               | Sucesor: "Russian Roulette" de Rihanna |
| Predecesor: "Meet Me Halfway" de Black Eyed Peas               | UK R&B Chart - Sencillo N° 1 29 de noviembre de 2009 - 5 de diciembre de 2009                    | Sucesor: "Russian Roulette" de Rihanna |
| Predecesor: "Fireflies" de Owl City                            | U.S. Billboard Hot 100 - Sencillo N° 1 14 de noviembre de 2009                                   | Sucesor: "Fireflies" de Owl City       |
| Predecesor: "Paparazzi" de Lady Gaga                           | U.S. Billboard Pop Songs - Sencillo N° 1 28 de noviembre de 2009                                 | Sucesor: "Replay" de Iyaz              |
| Predecesor: "Run This Town" de Jay-Z con Rihanna y Kanye West  | U.S. Billboard Rhythmic Top 40 - Sencillo N° 1 14 de noviembre de 2009 - 21 de noviembre de 2009 | Sucesor: "Sweet Dreams" de Beyoncé     |